# Internet Control Message Protocol
In telecomunicazioni e informatica l'Internet Control Message Protocol (ICMP) è un protocollo di servizio per reti a pacchetto che si occupa di trasmettere informazioni riguardanti malfunzionamenti, informazioni di controllo o messaggi tra i vari componenti di una rete di calcolatori.

## Descrizione
ICMP è incapsulato direttamente in IP (è un protocollo di livello 3 dello stack TCP/IP) e non è quindi garantita la consegna a destinazione dei pacchetti. Viene utilizzato da molti applicativi di rete, tra cui ping e traceroute.
È definito nelle seguenti RFC:
- RFC 0792: Internet Control Message Protocol - settembre 1981
- RFC 1349: Type of Service in the Internet Protocol Suite - luglio 1992
- RFC 1788: ICMP Domain Name Messages - aprile 1995
- RFC 2463: Internet Control Message Protocol (ICMPv6) for the Internet Protocol Version 6 (IPv6) Specification - dicembre 1998
- RFC 2521: ICMP Security Failures Messages - marzo 1999

## Incapsulamento
Un messaggio ICMP viene incapsulato in IP:
```
  +------------+-----------+-------------+----------
  | Header 
L2
  | Header 
IP
 | Header ICMP | Dati....
  +------------+-----------+-------------+----------
```

## Header ICMP
ICMP può essere usato per veicolare diversi tipi di messaggi di gestione, identificati primariamente dal tipo e dal relativo codice.
```
bit
 del messaggio:

   0                   1                   2                   3
   0 1 2 3 4 5 6 7 8 9 0 1 2 3 4 5 6 7 8 9 0 1 2 3 4 5 6 7 8 9 0 1
  +-+-+-+-+-+-+-+-+-+-+-+-+-+-+-+-+-+-+-+-+-+-+-+-+-+-+-+-+-+-+-+-+
  |     
Tipo
      |    
Codice
     |  
Checksum dell'Header ICMP
    |
  +-+-+-+-+-+-+-+-+-+-+-+-+-+-+-+-+-+-+-+-+-+-+-+-+-+-+-+-+-+-+-+-+
  |     
Dati
....
  +-+-+-+-+-+-+-+-+-+-+-+-+-+-+-+-+-+-+-+-+-+-+-+-+-+-+-+-+-+-+-+-+
```

### Tipo
Byte (8 bit), specifica il formato del messaggio ICMP:
- 0 Echo reply
- 1 Non assegnato
- 2 Non assegnato
- 3 Destinazione irraggiungibile
- 4 Source quench
- 5 Redirect
- 6 Indirizzo host alternativo
- 7 Non assegnato
- 8 Echo request
- 9 Router advertisement
- 10 Router selection
- 11 Time to Live scaduto
- 12 Errore nei parametri
- 13 Timestamp request
- 14 Timestamp reply
- 15 Information Request
- 16 Information Reply
- 17 Richiesta address mask
- 18 Risposta address mask
- 19 Riservato (per sicurezza)
- 20-29 Riservati (per test di robustezza)
- 30 Traceroute
- 31 Errore di conversione datagramma
- 32 Redirect su host mobile
- 33 IPv6 Where-Are-You
- 34 IPv6 I-Am-Here
- 35 Mobile Registration Request
- 36 Mobile Registration Reply
- 37 Domain Name request
- 38 Domain Name reply
- 39-255 Non assegnati

### Codice
Byte (8 bit), ulteriore qualificazione del messaggio

### Checksum dell'Header ICMP
Word (16 bit), controllo della correttezza del messaggio.
È il complemento a uno, troncato a 16 bit, del complemento a uno della somma dei primi bit del messaggio con il campo "Tipo".

### Dati
Lunghezza variabile, sono i dati specifici del tipo di messaggio identificato dai campi "Tipo" e "Codice"